# Plagiobryum laxum
Plagiobryum laxum är en bladmossart som beskrevs av Fernand Mathieu Hubert Demaret, Potier de la Varde in Demaret och J. Leroy 1944. Plagiobryum laxum ingår i släktet puckelmossor, och familjen Bryaceae. Inga underarter finns listade i Catalogue of Life.